# Koinu Dan no monogatari
 (septembre 2018).
Si vous disposez d'ouvrages ou d'articles de référence ou si vous connaissez des sites web de qualité traitant du thème abordé ici, merci de compléter l'article en donnant les références utiles à sa vérifiabilité et en les liant à la section « Notes et références ».
Pour plus de détails, voir Fiche technique et Distribution.
Koinu Dan no monogatari (仔犬ダンの物語, "l'histoire de Dan le petit chien") est un film japonais de Shin'ichirō Sawai.

## Présentation
Le film sort le 14 décembre 2002 au Japon, distribué par Tōei. Il met en vedette des idoles japonaises du Hello! Project : la plupart des débutantes du Hello! Project Kids, futures °C-ute et Berryz Kōbō, dont Momoko Tsugunaga et Saki Shimizu dans les rôles principaux, et des membres d'alors du groupe de J-pop Morning Musume, plus Maki Goto qui venait de quitter le groupe. Les quatre "H!P Kids" de 4KIDS et les quatre "Morning Musume" de Mini Moni sont absentes de ce film car elles tournaient au même moment dans celui des Mini Moni: Okashi na Daibōken!.
Koinu Dan no monogatari est un film pour enfants, racontant l'histoire de fillettes qui trouve un chiot aveugle et lui cherche un endroit où vivre. 
L'histoire est aussi publiée en version manga. 
Sortent aussi à cette occasion une vidéo "making of", un "photobook" (livre de photo) du film, et un album de la bande originale, Koinu Dan no Monogatari Original Soundtrack, incluant les chansons Ganbacchae! et Hey! Mirai interprétées par les chanteuses du film. Ces deux chansons sortent aussi en format "single V" (DVD) le 29 janvier 2003 : Ganbacchae! / Hey! Mirai attribué à Morning Musume to Hello! Project Kids + Gotō Maki ; elles figureront aussi sur l'album de Morning Musume No.5 de mars 2003.

## Fiche technique
- Titre original : Koinu Dan no monogatari (仔犬ダンの物語?)
- Réalisateur : Shin'ichirō Sawai
- Scénario : Taeko Azuma
- Musique : Eiji Kawamura
- Producteur : Naoki Yamazaki
- Société de distribution : Tōei
- Pays d'origine :  Japon
- Langue originale : japonais
- Durée : 70 minutes[1]
- Date de sortie :
  - Japon : 14 décembre 2002[1]

## Distribution
| du Hello! Project Kids - Momoko Tsugunaga - Saki Shimizu - Erika Umeda - Maimi Yajima - Chinami Tokunaga - Miyabi Natsuyaki - Yurina Kumai - Maiha Ishimura - Megumi Murakami - Saki Nakajima - Chisato Okai | de Morning Musume - Natsumi Abe - Kaori Iida - Kei Yasuda - Rika Ishikawa - Hitomi Yoshizawa - Asami Konno - Makoto Ogawa - Risa Niigaki & - Maki Goto | Autres acteurs - Akira Emoto - Takaaki Enoki - Mieko Harada - Keiko Saito - Satoko Oshima |